# Bette Midler
Bette Davis Midler (Honolulu, Havaji, 1. prosinca 1945.), američka komičarka, glumica i pjevačica, fanovima poznatija kao "Božanstvena Gđa M".
Majka joj je bila krojačica i domaćica, a otac soboslikar koji je radio u mornaričkoj bazi. Obitelj se rano preselila u drugo mjesto, gdje su bili jedna od rijetkih židovskih obitelji u većinski azijskom susjedstvu.[nedostaje izvor]
U srednjoj školi bila je omiljena, pa je dobila i neka priznanja. Kasnije nastavlja obrazovanje otišavši na sveučilište, gdje studira dramu, ali samo godinu i pol. U dvadesetoj godini zarađuje prvi novac statiravši u filmu. Nakon toga odlazi u Hollywood i počinje graditi karijeru.
Snimila je 35 uloga, kako na filmu tako i na televiziji. Do sada je objavila trinaest studijskih albuma, tri albuma uživo, tri kompilacije, četiri soundtracka i niz singlova.
Za svoje pjevačko umijeće dobila je 4 nagrade Grammy, i uvrštena je u Veliku američku pjesmaricu. Osim toga, dobila je tri Emmya, Tony, i dva je puta bila nominiran za Oscara.
Ona i Barry Manilow jedno vrijeme nisu bili u dobrim odnosima, ali su se kasnije pomirili. Bette je udana i ima kćer Sophie.
Kad je počinjala, jedna od njenih gaža bila je i u homoseksualnom kupalištu, ali je ona to odradila profesionalno i ponosna je na slavu koju uživa među homoseksualcima.
1. ↑  The religion of Bette Midler, singer, actress, comedian. web.archive.org. 2. ožujka 2006. Inačica izvorne stranice arhivirana 2. ožujka 2006. Pristupljeno 27. lipnja 2023.